# Fotofinish

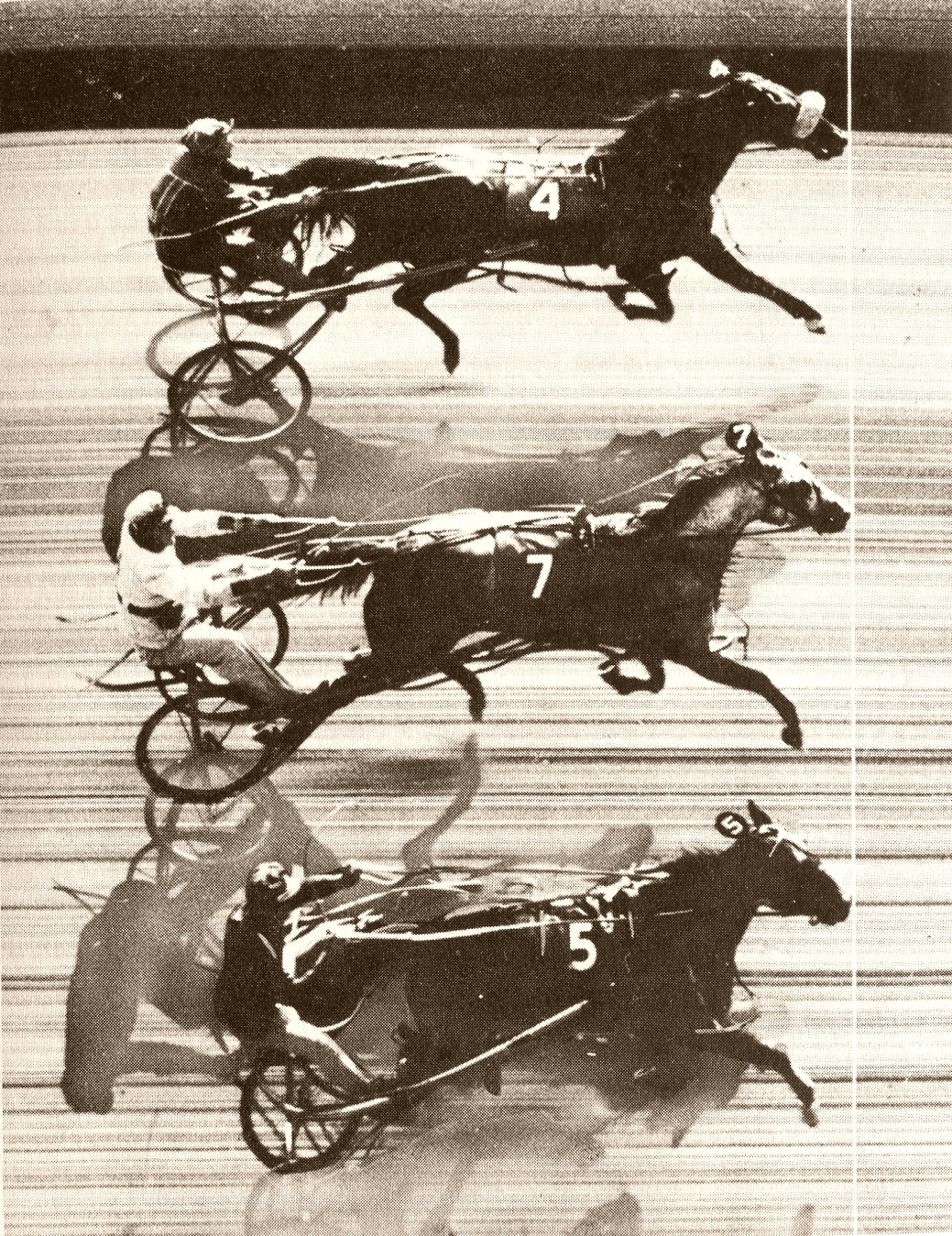
Een fotofinish in de drafsport

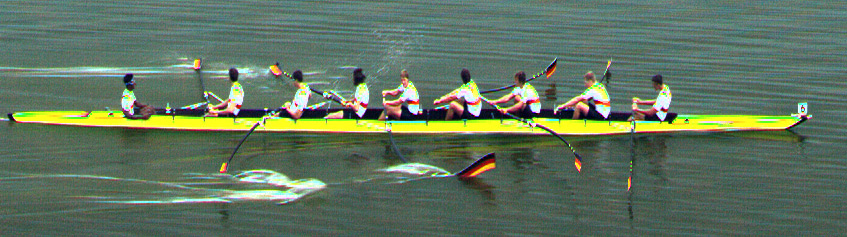
Finishfoto van een roeiboot, gemaakt met een Scan-O-Vision-digitale camera). De roeiriemen lijken vervormd omdat ze niet dezelfde snelheid hadden als de boot bij het passeren van de finish

Een fotofinish vindt plaats als meerdere deelnemers aan een sportwedstrijd vrijwel tegelijkertijd de finish bereiken, zodat het moeilijk tot onmogelijk is om met het blote oog te bepalen wie de winnaar is. 
Vóór de introductie van elektronische waarneming werden de gelijke finishers als gelijk eindigend beoordeeld. In de loop van de 20e eeuw werd elektronische waarneming, en daaraan gekoppeld zeer snelle fotocamera's, als hulpmiddel geïntroduceerd.

## Gebruik van fotocamera's
Een fotocamera hangt boven de finishlijn of er worden een of meerdere camera's in het verlengde van de finishlijn geplaatst. De camera neemt honderden tot duizenden foto's per seconde van een zeer smalle strook (enkel de finishlijn) en al deze foto's achter elkaar gezet vormen de "finishfoto". De breedte van het zichtveld en de snelheid van de camera moeten aangepast zijn aan de snelheid van de deelnemers, om zo weinig mogelijk vervormingen te geven; die zijn bijvoorbeeld op de finishfoto van een hardloopwedstrijd te zien bij de armen en benen van de atleten omdat die niet even snel vooruit bewegen als de romp van de atleten. Op de finishfoto wordt tevens de tijd aangeduid, die bij het startschot van de race in gang is gezet.
Vroeger werd de finishfoto op een fotografische film opgenomen die eerst moest ontwikkeld worden, en duurde het soms lang alvorens een definitieve uitslag bekend raakte. Later werd gebruikgemaakt van snelle videocamera's die ten minste honderd beelden per seconde van de finishlijn konden maken. Tegenwoordig gebruikt men digitale fotofinishcamera's, die duizenden beelden per seconde maken van de finishlijn; elk beeld is slechts één pixel breed en al die beelden worden achter elkaar gezet en op een computerscherm weergegeven. Zo kan men zeer snel na de finish het resultaat bekendmaken.
Bij sommige wedstrijden wordt visueel de gemaakte foto beoordeeld door een jury om te kijken wie het eerste over de finish is. Dit is bijvoorbeeld het geval bij hardloopwedstrijden, hondenraces, paardenraces, het skeeleren en wielerwedstrijden. Op deze manier kunnen meerdere deelnemers qua tijd gelijk eindigen, maar kan toch één als winnaar worden uitgeroepen. Uiterst zeldzaam kan geen winnaar worden aangewezen.

## Andere technieken
Bij andere wedstrijden bepaalt het doorbreken van een lichtstraal het kruisen van de finishlijn, zoals bij schaatswedstrijden. Waarnemingen worden gedaan tot duizendsten van seconden. Uiterst zeldzaam is het dan nog onmogelijk de winnaar correct aan te wijzen.